# Javornická horka
Javornická horka (373 m n. m.) je vrch v okrese Jičín Královéhradeckého kraje. Leží asi 0,5 km jjz. od vsi Javornice na katastrálním území obce Kněžnice.

## Geomorfologické členění
Vrch náleží do celku Jičínská pahorkatina, podcelku Turnovská pahorkatina, okrsku Turnovská stupňovina, okrsku Libuňská brázda a do Újezdské části.

## Přístup
Automobil je možno zanechat u jinolických kempů, v Malých Jinolicích, Javornici či v Březce. Pěší přístup je možný ze všech směrů, nejpohodlnější z Javornice.